# 博奈爾足球代表隊
博奈爾足球代表隊是博奈爾的足球代表隊，由博奈爾足球協會管理，現時屬於中北美洲及加勒比海足球協會成員國之一。
2013年4月19日為中北美洲及加勒比海足球協會準會員。2014年6月10日成為正式會員。然而並非屬於國際足協及成員國之一，因此無法參加世界盃外圍賽，只可以參與CONCACAF有關賽事

## 外部連結
- CONCACAF Profile
- CFU Profile
- ELO Ratings
- Caribbean Football Database Profile（页面存档备份，存于）
- Bonaire football news（页面存档备份，存于）